# Falsa consciència
Karl Marx va denominar com a falsa consciència el pensament dels individus que no és conseqüent amb les seves condicions materials d'existència; això a més de no oferir una visió fiable de la realitat dificulta conèixer la veritat.
Segons Marx, és l'ésser social el que determina la consciència, no la consciència la que determina l'ésser social.
Un exemple de falsa consciència és l'adopció de la ideologia burgesa per a un treballador assalariat. Això també pot expressar-se dient que aquest treballador no té consciència de classe, ja que adopta una visió del món que no concorda amb els seus interessos individuals i de classe, sinó amb els interessos de classe de la burgesia.
Marx explica el fenomen de la falsa consciència com un producte de l'alienació. Si l'activitat social dels individus és alienada (no es correspon amb les seves necessitats i desitjos), la consciència d'aquests individus també ho serà. La falsa consciència dels treballadors assalariats, llavors, s'explica per la seva existència social com a classe dominada.